# Liriope minor
Liriope minor là một loài thực vật có hoa trong họ Măng tây. Loài này được (Maxim.) Makino mô tả khoa học đầu tiên năm 1893.

## Hình ảnh

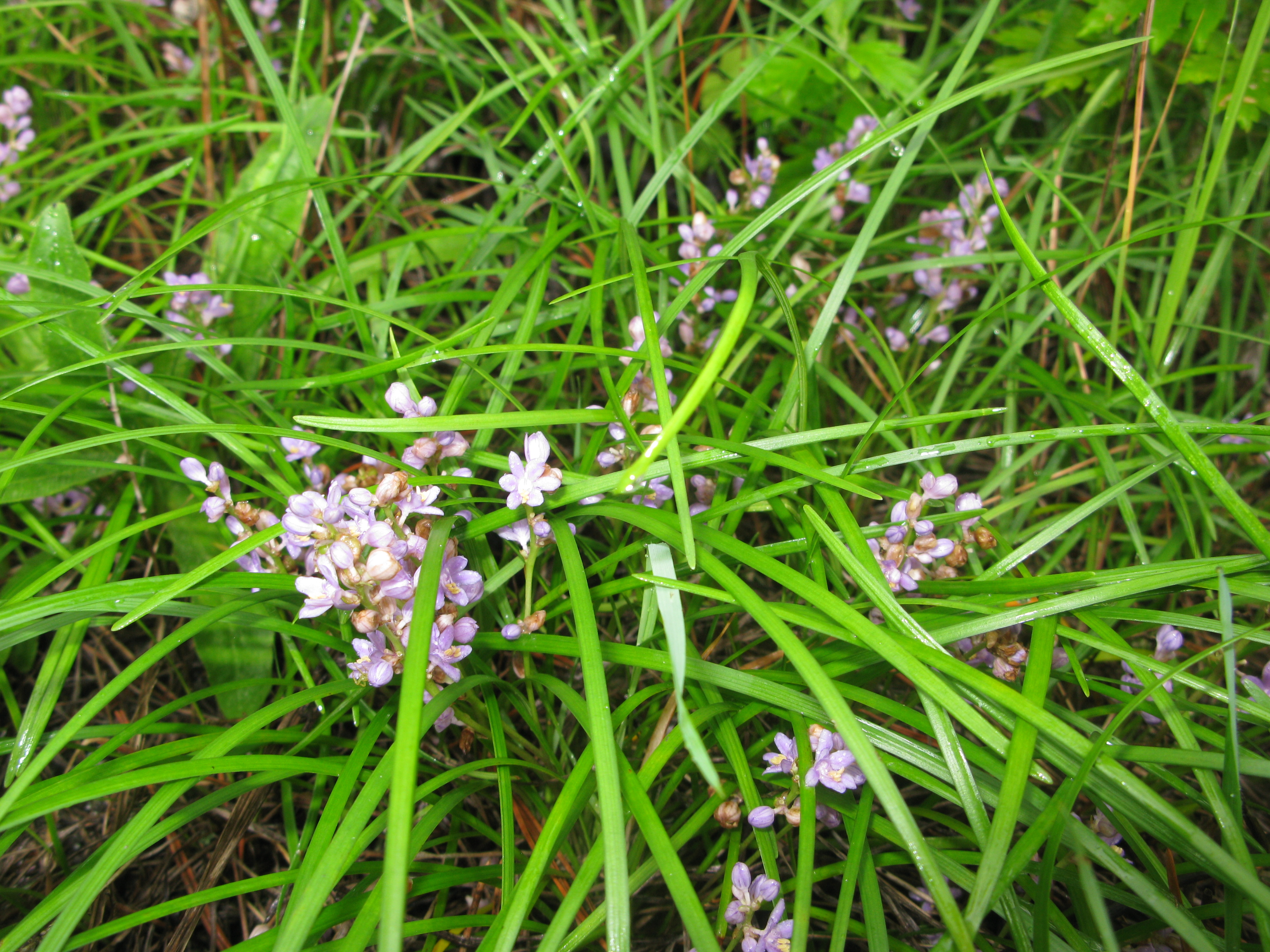